# Alois Hába
Alois Hába (Vizovice, Moràvia, 21 de juny de 1893 - Praga, Txèquia, 18 de novembre de 1973) fou un compositor i teòric musical txec.

## Biografia
En el Conservatori de Praga fou deixeble de Vítězslav Novák (1914-15), en el de Viena, de Franz Schreker (1917-20) i en el de Berlín, de Busoni. Allà estudià a més, acústica i música exòtica en la Universitat. Adepte al folklorisme, com la majoria de compositors de la seva època, des de molt jove es dedicava a recollir, amb fonògraf, les cançons de la Moràvia i Eslovènia. Des de 1923 fou professor del Conservatori de Praga, on tingué entre altres alumnes a Zikmund Schul, Václav Dobiáš. Rudolf Kubin També va ser director de l'Acadèmia de Música i Art Dramàtic (1945-1951), així com de la Segona Òpera.

## Obra
Les seves primeres obres, d'estètica romàntic-nacionalista, són:
- Variacions per a piano, sobre un cànon de Schumann.
- Dues peces i Sonata, per a piano.
- Quartet, de corda.
- Obertura, per a orquestra.
- Peces per a piano.

La influència dels cants eslovens, amb elements de la música del Pròxim Orient, així com al coincidir amb les idees de Busoni, el mogueren no sols a estudiar, com aquell, sinó a portar a la pràctica la divisió dels sis tons que es consideren en l'escala, a més dels semitons tradicionals, en quarts de to, d'on resulten escales temperades a 24 sons (micra tonals) en comptes dels 12. La nova divisió tonal presentava una notable complicació, encara que, només interpretativa, pels instruments de so continu: els d'arc, la veu humana i el trombó i antigues trompetes de vares. En canvi, els de teclat, l'arpa i els altres de vent havien de ser construïts expressament, projecte que fou portat a terme per les fabriques Förster i Gotrian-Steinweg.
La seva primera obra en la nova tècnica és el Quartet 1 per a corda (op. 7), al que li succeïren, ja en aquesta línia, Fantasia per a piano i orquestra, Fantasia i música per a violí sol, Música simfònica, les Suites I i II per a piano, els quartets II i III, i una Suite coral.
En l'obra següent, un altre Quartet I, op. 14, empra els sisens de to, procediment al que tornaria en algun quartet molt posterior.
Més tard va compondre:
- Suite III i Fantasia I, per a piano.
- Fantasia. per a solo de violoncel.
- Fantasia II i III, per a piano.
- Fantasia I, per a violí i piano.
- Tres suites (IV i V per a piano, i I) per a clarinet i piano.
- Les Fantasies IV i V per a piano.
- Set peces per harmònium.
- Un Noneto,
- Un Duet vocal. (1937).

## Les òperes
- La mare (1930)
- Nova Terra (1936)
- Vingui a nosaltres el teu regne (1942), aquesta sobre un text d'idees teosòfiques.

## Altres obres
- El camí de la vida, fantasia orquestral (1934).
- Per la Pau, (1949).

I diversos treballs per al teatre i el cinema, on va utilitzar una orquestra amb piano, dues arpes i dos clarinets, tots ells en quarts de to

## Escrits
- El fonament harmònic del sistema en quarts de to, (1922).
- Psicologia de la forma musical, (1925).
- Nous treballs d'harmonia sobre els sistemes diatònic, cromàtic i per quarts, tercis, sexts i dotzes de to, (1927).